# Morti nel 1585
| Questa pagina contiene informazioni ricavate automaticamente dalle voci biografiche con l'ausilio del template Bio e di un bot. L'aggiornamento è periodico e automatico e ricostruisce completamente la pagina. Se manca una persona in questa lista, sei pregato di non aggiungerla, ma accertati piuttosto che la sua voce biografica contenga il template Bio e che i dati anagrafici siano correttamente compilati. Se il template Bio manca, inseriscilo tu stesso o, in alternativa, metti l'avviso {{tmp\|Bio}} che ne segnala la mancanza. Se i dati riportati sono sbagliati, correggi direttamente la voce biografica; le modifiche saranno visibili in questa lista entro pochi giorni. Per chiarimenti vedi il progetto biografie. La lista contiene solo le 86 persone che sono citate nell'enciclopedia e per le quali è stato implementato correttamente il template Bio. Pagina aggiornata al 18 mag 2025. |

## Gennaio(1)
- 28 gennaio - Vicino Orsini, nobile e militare italiano (n. 1523)

## Febbraio(2)
- 4 febbraio - Sforza Pallavicino, condottiero italiano (n. 1519)
- 13 febbraio - Alfonso Salmerón, gesuita spagnolo (n. 1515)

## Marzo(4)
- 5 marzo - Sebastiano Erizzo, umanista e numismatico italiano (n. 1525)
- 7 marzo - Nicolò Dall'Aquila, vetraio italiano
- 10 marzo - Rembert Dodoens, botanico e medico fiammingo (n. 1517)
- 20 marzo - Sancho de Guevara y Padilla, generale spagnolo

## Aprile(3)
- 10 aprile - Papa Gregorio XIII, papa, vescovo cattolico e cardinale italiano
- 20 aprile - Giovan Giorgio Cesarini, collezionista d'arte italiano (n. 1549)
- 30 aprile - Francesco del Tadda, scultore italiano (n. 1497)

## Maggio(6)
- 1º maggio - Niccolò Caetani di Sermoneta, cardinale e arcivescovo cattolico italiano (n. 1526)
- 15 maggio - Jacopo VI Appiano, nobile italiano (n. 1529)
- 15 maggio - Niwa Nagahide, militare giapponese (n. 1535)
- 16 maggio - Guido Luca Ferrero, cardinale italiano (n. 1537)
- 17 maggio - Alberto Bolognetti, cardinale e vescovo cattolico italiano (n. 1538)
- 26 maggio - Cornelio I Bentivoglio, nobile (n. 1519)

## Giugno(6)
- 4 giugno - Marc-Antoine Muret, filologo classico e umanista francese (n. 1526)
- 13 giugno - Gianello Torriani, orologiaio, matematico e inventore italiano
- 15 giugno - Giacomo di Savoia-Nemours, duca (n. 1531)
- 20 giugno - Christian Kruik van Adrichem, scrittore e presbitero olandese (n. 1533)
- 21 giugno - Henry Percy, VIII conte di Northumberland, conte britannico (n. 1532)
- 25 giugno - Paolino Bernardini, presbitero e teologo italiano (n. 1518)

## Luglio(6)
- 10 luglio - Giorgio di Armagnac, cardinale e arcivescovo cattolico francese (n. 1501)
- 14 luglio - Gabriele Fiamma, predicatore, teologo e letterato italiano (n. 1533)
- 18 luglio - Alessandro Riario, cardinale e patriarca cattolico italiano (n. 1543)
- 27 luglio - Ichijō Kanesada, militare giapponese (n. 1543)
- 28 luglio - Francis Russell, II conte di Bedford, nobile e politico inglese (n. 1527)
- 30 luglio - Nicolò Da Ponte, doge (n. 1491)

## Agosto(6)
- 6 agosto - Ermak Timofeevič, militare russo
- 8 agosto - Ismihan Sultan, principessa ottomana (n. 1545)
- 20 agosto - Shimazu Yoshitora, militare giapponese (n. 1536)
- 29 agosto - Itō Yoshisuke, militare giapponese (n. 1512)
- 30 agosto - Andrea Gabrieli, compositore e organista italiano
- 30 agosto - Giberto IV Sanvitale, nobile italiano (n. 1527)

## Settembre(2)
- 6 settembre - Luca Cambiaso, pittore italiano (n. 1527)
- 19 settembre - François de Noailles, vescovo cattolico e ambasciatore francese (n. 1519)

## Ottobre(5)
- 1º ottobre - Anna di Danimarca, principessa danese (n. 1532)
- 6 ottobre - Guglielmo Sirleto, cardinale e vescovo italiano (n. 1514)
- 10 ottobre - Hakim Mirza, principe indiano (n. 1553)
- 19 ottobre - Giovanni Crato von Krafftheim, medico e umanista tedesco (n. 1519)
- 29 ottobre - Özdemiroğlu Osman Pascià, militare e politico ottomano (n. 1526)

## Novembre(9)
- 2 novembre - Tachibana Dōsetsu, militare giapponese (n. 1513)
- 5 novembre - Pontus De la Gardie, nobile e militare francese (n. 1520)
- 6 novembre - Lorenzo Campeggi, vescovo cattolico italiano (n. 1547)
- 13 novembre - Paolo Giordano I Orsini, militare e nobile italiano (n. 1541)
- 16 novembre - Gerald FitzGerald, XI conte di Kildare, nobile irlandese (n. 1525)
- 16 novembre - Giulio Superchio, vescovo cattolico italiano
- 23 novembre - Thomas Tallis, compositore inglese (n. 1505)
- 28 novembre - Matteo Contarelli, cardinale francese (n. 1519)
- 28 novembre - Hernando Franco, compositore spagnolo (n. 1532)

## Dicembre(4)
- 8 dicembre - Piero Vettori, scrittore, filologo classico e umanista italiano (n. 1499)
- 13 dicembre - Luigi Groto, letterato e drammaturgo italiano (n. 1541)
- 22 dicembre - Vittoria Accoramboni, nobildonna italiana (n. 1557)
- 27 dicembre - Pierre de Ronsard, poeta francese (n. 1524)

## Senza giorno specificato(32)
- Jacques Androuet du Cerceau, architetto e scrittore francese (n. 1515)
- Giovanni Battista Asini, giurista italiano
- Oreste Biringucci Vannocci, architetto italiano (n. 1558)
- Savino de Bobali, poeta italiano (n. 1530)
- Jérôme Hermès Bolsec, religioso francese
- Cesare Busdrago, arcivescovo cattolico italiano
- Nicolò Canelles, vescovo cattolico spagnolo (n. 1515)
- Date Terumune, militare giapponese (n. 1543)
- Costanzo Felici, botanico e naturalista italiano (n. 1525)
- Jorge Ferreira de Vasconcelos, drammaturgo portoghese (n. 1515)
- Giambattista Fornovo, architetto italiano (n. 1530)
- Lorenzo Gambara, umanista italiano (n. 1495)
- Camilla Gonzaga, nobile italiana (n. 1500)
- Macario Melisseno, avventuriero bizantino
- Molanus, teologo tedesco (n. 1533)
- Alonso de Molina, missionario e linguista spagnolo
- Nicolò di Nale, poeta e matematico dalmata (n. 1500)
- Oniniwa Yoshinao, militare giapponese (n. 1513)
- Marc'Antonio Pagani, francescano, filosofo e teologo italiano (n. 1515)
- William Parry, politico inglese
- Jean Pénicaud III, pittore francese
- Giuseppe Scala, medico, filosofo e matematico italiano (n. 1556)
- Adamo Scultori, scultore, incisore e artista italiano (n. 1530)
- Eufrosia Siracusa Valdaura, nobildonna italiana
- Taqī al-Dīn Muḥammad ibn Maʿrūf, matematico, astronomo e inventore ottomano (n. 1526)
- Aurelio Tibaldeschi, vescovo cattolico italiano (n. 1516)
- Mosè di Trani, rabbino e religioso greco (n. 1505)
- Carlo Urbino, pittore italiano (n. 1525)
- Antonio de Espejo, imprenditore e esploratore spagnolo (n. 1540)
- Francisco de Hollanda, pittore portoghese (n. 1517)
- Cristóbal de Molina el cuzqueño, religioso spagnolo (n. 1529)
- Giovanni Antonio del Nobile, imprenditore e ingegnere italiano